# アウレリオ・ゴンサレス
アウレリオ・ゴンサレス（Aurelio González, 1905年9月25日 - 1997年7月9日）は、パラグアイ・ルケ出身の元同国代表のサッカー選手・サッカー指導者。ポジションはフォワード。
パラグアイのサッカー史上、アルセニオ・エリコに次ぐプレーヤーと言われる。

## 経歴
スポルティボ・ルケーニョでキャリアをスタートし、それから長く在籍することになるオリンピアに移籍した。1930年代には、パラグアイとボリビアとの間で起こったチャコ戦争にて戦場で戦うために、アルゼンチンのクラブサン・ロレンソからのビッグオファーを断っている。
代表でもクラブでも必要不可欠な存在で数多くのゴールを挙げている。代表では1920年代から1930年代を代表するプレーヤーで、1930年のワールドカップ・ウルグアイ大会にパラグアイ代表として出場した。7月17日のグループリーグ・対アメリカ戦における前半15分のプレーは、彼のオウンゴールかアメリカ代表パテナウドのゴールのどちらであるか、長年にわたって議論が続いた。
引退後は監督としてオリンピア・アスンシオンを率いて数々のタイトルを獲得した。1960年にはオリンピアを初のコパ・リベルタドーレス決勝に導き、ペニャロールに1-2と敗れたものの準優勝をおさめた。1958年のワールドカップ・スウェーデン大会ではパラグアイ代表監督としてチームを率いた。